# Waaslandwolf
De Waaslandwolf, (ook Isegrim genoemd naar de wolf uit Van den vos Reynaerde), was een wolfachtig dier dat in 2000 gesignaleerd werd in het grensgebied van het Waasland en Zeeuws-Vlaanderen, en verantwoordelijk zou zijn voor de dood van tientallen schapen en verscheidene stukken pluimvee.
De Waaslandwolf werd wel ooit gefilmd, maar nooit gevangen en verdween al even mysterieus als hij opgedoken was. Latere berichtgevingen dat het dier doodgeschoten zou zijn, werden nooit onbetwistbaar bewezen. Net als het beest van Exmoor in Engeland is de Waaslandwolf sindsdien opgegaan in de lokale folklore.

## Waarnemingen
Aanvankelijk werd door de lokale bevolking gedacht dat het om een vos of loslopende hond ging, maar na een video-opname van de familie Dentz verklaarde expert Theo van Hilst van de Stichting Wolvenopvang Nederland dat het om een (hybride) wolf ging, die vermoedelijk ontsnapt was aan zijn particuliere eigenaar. De lokale politiediensten maakten hierop kenbaar waakzaam te zijn en van plan te zijn de wolf neer te schieten. Natuurbeschermers reageerden hierop door te stellen dat het dier ongevaarlijk zou zijn voor de mens en als beschermde diersoort niet gedood mocht worden, op straffe van -destijds in Nederland, en niet geldend indien de Waaslandwolf op Belgisch grondgebied zou neergeschoten worden- een boete van 10.000 gulden.
De wolf veroorzaakte veel schade, vooral bij schapenboeren. Een Belgische schapenboer loofde zelfs een premie van 25.000 Belgische frank uit voor degene die het beest kon vangen. Een grote klopjacht onder leiding van de Belgische en Nederlandse politiediensten werd georganiseerd. Onder andere met een helikopter werd naar de wolf gezocht.
In de maand december van het jaar 2000 nam de bekendheid van het dier een hoge vlucht en het werd steeds vaker gesignaleerd in de Nederlandse gebieden Zeeuws-Vlaanderen en Noord-Brabant en in het Vlaams-Belgische Waasland. De Belgische media gaven hem hierop de naam Waaslandwolf, wat later door de Nederlandse pers werd overgenomen. Door de vermelding van diverse plaatsen van het Land van Waas in het episch dierdicht Van den vos Reynaerde kreeg hij ook de naam Isegrim, naar de wolf uit voornoemd dierdicht.
De grote geografische verspreiding en de gelijktijdigheid van sommige van de waarnemingen leidden tot scepsis over het bestaan van de Waaslandwolf. Ook het feit dat sommige waarnemingsplaatsen gescheiden werden door rivieren en drukke autosnelwegen deed vragen rijzen.

## Dood
Begin januari 2001 verklaarde de Belgische politie dat de Waaslandwolf dood was. Een anonieme jager had eind december 2000 een e-mail verzonden naar het Belgische persbureau Belga waarin hij verklaarde het dier te hebben neergeschoten en op een niet nader genoemde plaats te hebben begraven. Zonder kadaver was er echter geen concreet bewijsmateriaal voorhanden om aan te nemen dat de Waaslandwolf werkelijk gedood was, maar na deze mededeling stopten tevens de waarnemingen en de verdachte dodingen van schapen en pluimvee. De laatste keer dat de originele Waaslandwolf toesloeg was op 22 december 2000.

## Nasleep
Het dossier "de wolf van het Waasland" werd op 9 januari 2001 voorlopig gesloten na onderling overleg tussen de Nederlandse en Belgische politiediensten. Het uiteindelijke aantal dode schapen waaraan de Waaslandwolf gelinkt werd was 62; 47 in Nederland en 15 in België. De video-opname van de familie Dentz was het enig bekende beeldmateriaal van de Waaslandwolf.
In januari 2001 werden o.a. in de streek rond Wemmel en Meise en de streek rond Lommel wolven waargenomen. Geen van de beschrijvingen van ooggetuigen kwam overeen met die van de Waaslandwolf.
Op 12 december 2002, twee jaar na de mediahysterie rond de wolf, berichtte de Vlaamse krant Het Nieuwsblad dat het gerucht de ronde deed dat het dier niet begraven zou zijn, maar opgezet en als trofee bewaard werd bij een jager in Moerbeke-Waas.
Naar het mysterieuze dier werd in 2001 een bier, de Waase Wolf, genoemd. Ook een basketbalclub, de Wase Wolven, werd ernaar genoemd. Verder kreeg de bigband van d'Academie Podium in Sint-Niklaas de naam 'Wase Wolf'.